# Crispomyia receptaculum
Crispomyia receptaculum är en tvåvingeart som beskrevs av Debenham 1974. Crispomyia receptaculum ingår i släktet Crispomyia och familjen svidknott. Inga underarter finns listade i Catalogue of Life.